# 2006年レイテ島土砂災害
2006年レイテ島土砂災害（2006ねんレイテとうどしゃさいがい）は、2006年2月17日にフィリピン・レイテ島の南レイテ州セントバーナードのギンサウゴン（バランガイ）で発生した地すべり（岩盤すべり・岩屑なだれ）である。フィリピン史に残る壊滅的被害をもたらした土砂災害で、世界的に見ても単一の土砂災害による被害としては1998年にニカラグアで起きた土砂災害以来の死者数となった。

## 地理
フィリピンは東側からフィリピン海プレートが、西側からユーラシアプレートがそれぞれ沈み込んでおり、多くの地域が東西を沈み込み帯に挟まれたフィリピン変動帯に当たる。プレートの沈み込みにより生じたフィリピン断層帯がフィリピン変動帯を縦断しており、変動帯内にあるレイテ島でもこの断層が北西から南東にかけて通過していた。被災地のギンサウゴンは、南レイテ州南部の町セントバーナード中心部から10キロメートルほど離れた位置にあるバランガイで、面積約4.43平方キロメートル、人口は1800人程度で、水稲とココナッツを主作物とする農村だった。
地すべりが起きたのはフィリピン断層帯の西側、標高805メートルのカンアバグ山（カンアバッグ山）を含む尾根の東斜面で、レイテ島北西部から南東部に連なる脊梁山脈の南端にあたる。山地は基盤となる新第三紀の堆積岩の上にレイテ中央高地火山岩類と呼ばれる同末期の火砕岩が載った地質で、火山角礫岩やデイサイト質凝灰岩、角閃石デイサイトといった火山岩・火砕岩類から成る。問題の斜面はフィリピン断層帯の断層運動に由来する急勾配の断層崖で、周囲には古い滑落崖や崩積土塊など地すべり由来の地形が認められることから、過去にも地すべりが頻りに発生していたことが示唆される。

## 土砂災害

### 前兆
前年の2005年5月には発生場所の斜面に亀裂が生じていたのが目撃されており、12月には斜面北端で崩壊があったほか、北隣斜面ではココヤシ林が日に日に傾いていく様が観察されていた。このうち12月の崩壊は斜面の不安定性に寄与した可能性があると指摘されている。また、地すべり発生まで雨続きで、周辺では土砂災害が相次いでおり、ソゴドでは発生1週間前に7人が死亡する被害が出ている。2006年2月15日には麓の川が干上がっており、この時点で斜面の変形が相当進行していたか、局所的な崩壊で水流がせき止められていたと推察される。

### 発生

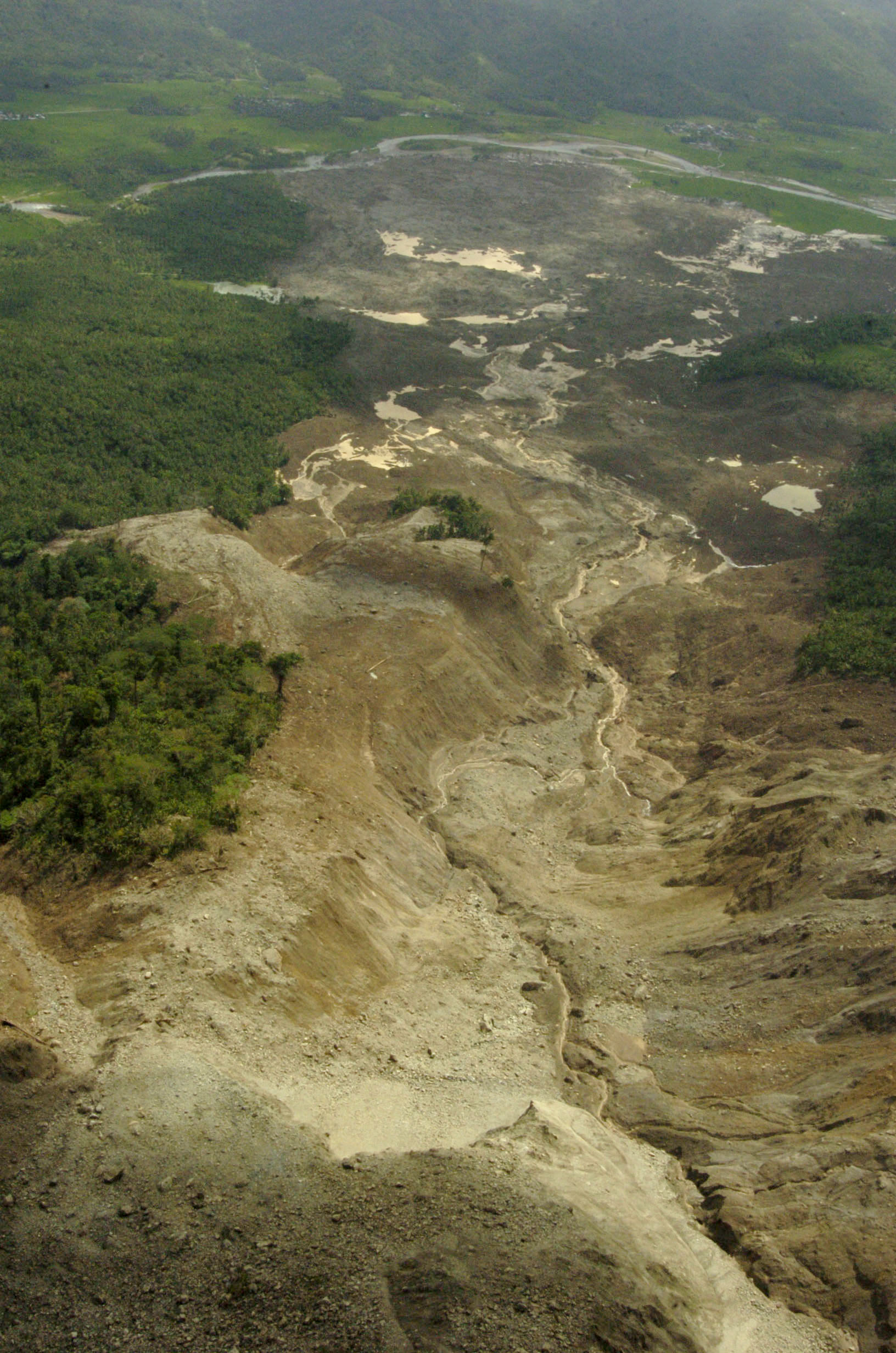
冠頂側から見た土砂災害の現場

地すべりは現地時間10時30分ごろ発生したとされるが、正確な時刻は不明である。セントバーナードの町長は当時町職員から地すべりを知らせる電話があったと証言しており、通信事業者の記録によればこれは10時26分の出来事である。
地すべりは中央高地火山岩類の部分で発生し、滑落崖直下の崩積土や道中の表土層を巻き込む岩屑なだれとなった。なだれの勢いは一部土塊が北隣の谷へ溢流するほど強く、流下速度は推定継続時間と移動距離から時速数十キロメートル、ないしは100 - 140キロメートルと推定される高速のものだった。
源頭部は長さ約1000メートル、幅約400メートル、最大深約100メートル程度で、崩壊した土砂は最長で約4キロメートル先にまで及んだ。約3平方キロメートルにわたる地域が土砂に埋もれ、平均4から5メートル、最大で30メートル堆積したところもあった。推定される総崩壊土砂量は1400万から1800万立方メートルの間とも、2000万立方メートルともされる。

## 原因

### 素因
発生当時は森林の違法伐採が斜面の脆弱化に寄与したのではないかと盛んに報道されたが、現場には広葉樹などが繁茂していたことや地すべりで下方移動した土層が最大100メートル以上と厚いことから否定されている。諏訪 (2006)は地すべりの地形的・地質的素因として5つ挙げている。すなわち、急斜面であったこと、節理系が発達していたこと、斜面の起伏が大きかったこと、不安定化しやすい崩積土が大量にあったこと、熱帯気候ゆえに風化速度が速かったこと、である。また、吉倉ほか (2007)はフィリピン断層による破砕帯の存在や岩石の破砕、火山岩の変質が考えられるとしている。

### 誘因
諏訪 (2006)は地すべりのきっかけとして考えられる事象として、岩盤クリープ、大雨、地震の3点を挙げている。Catane et al. (2008)は大雨と地震が誘因としてもっともらしいとし、地震と豪雨が複合的な誘因だと論じる向きもある。 一方、Evans et al. (2007)は大雨が小康状態になってから地すべり発生までに4日ほど間が空いていること、地震は規模が小さいことに言及し、直接の誘因はないとしている。また、Guthrie et al. (2009)は崩壊や地質構造の脆弱化が進行した結果だと結論づけている。
上野&地下 (2006)は滑落面からスメクタイトと呼ばれる滑りやすい粘土鉱物の存在を報告するとともに、スメクタイトは熱水変質作用で生成された可能性が高いとして、当時岩石類が脆弱だったところに大雨が重なったことが地すべりの原因ではないかと推測している。

#### 岩盤クリープ
岩盤クリープとは、岩盤が重力の影響で変形（クリープ）していく現象のことである。諏訪 (2006)は2005年に亀裂や崩壊が観察されていたことを踏まえ、同年末の時点で時間経過に伴い歪み速度が増大する状態になっていたものと推察している。

#### 大雨
レイテ島含む周辺地域では晩秋から初春にかけ、太平洋側から吹く貿易風の影響で局所的に大雨が降る傾向にあり、過去にはこの期間に大規模な土砂災害が起きたこともある。今回の場合、地すべりに先立つ2005年12月から多雨の傾向で、特に2月10日から13日にかけて大雨が降っていた。被災地から南西に約7キロ離れたオティコンでは2月8日から2月17日にかけての総降水量が平年比約3倍に相当する674ミリに達しており、ラニーニャ現象も相まって尾根の東側である被災地ではさらに多くの雨が降っていたのではないかと考えられている。大雨と地すべりの間のタイムラグについて、地下ほか (2008)は現場の透水層が厚いことを挙げ、数日の間に雨が斜面から滑落面まで浸透し、斜面が不安定化したのだと考察している。

#### 地震
10時36分に地震が観測されており、フィリピン火山地震研究所は震源地をギンサウゴンの西23キロ、Ms2.6、震源の深さ8キロとし、アメリカ地質調査所は震源地を地すべり発生地点、Mb4.3、震源の深さ35キロとしている。PHIVOLCS震度階 II程度の揺れとされているが、さらに大きい揺れだったとする聞き取り調査の報告もされている。なお、6時7分にもギンサウゴンから北西に10キロの地点でM2.3の地震が起きている。
地質学者のレネ・ソリドゥム (Rene Solidum)は災害後、地すべりの誘因となったのは地震というより雨であろうという見解を示したほか、Evans et al. (2007)は6時台の地震も10時台の地震も地すべりを起こすほど大きい規模ではないとしている。地すべりとは無関係に起きたと考えられうる一方で、地すべりが励起した地盤振動とも、岩盤すべりの最終的な引き金になったとも考える向きがある。

## 被害
周辺地域で土砂災害が相次いでいるといった状況を受け、セントバーナードは避難勧告を出していたが、これは拘束力に欠けるもので、地すべり発生当日はギンサウゴンで女性運動に関する公的イベントが行われていた。ギンサウゴンは完全に埋没し、1800人程度いた住民のうち生存したのは約580人だった。家屋約290戸のほか、児童・教職員253人がいたとされる小学校や、前述の公的イベントが行われていた公民館も巻き込まれたと見られるが、学校に関しては校舎は屋根を除き発見されていない。
セントバーナードでは16バランガイの1万人以上が影響を受けたほか、1000人以上の死者・行方不明者を出した。死者数については1126人とするものもあれば1800人以上とするものまであり、情報源により異なる。公式の死者数は1126人（死者154人、行方不明者972人）とされる。被害額としてはインフラで9220万フィリピンペソ、農業で2260万フィリピンペソと推定されている。

## 対応
地すべりに先立って洪水被害などがあったことから、南レイテ州では発生当時すでに行政機関の防災対応体制が成立しており、州知事は11時ころに国家災害調整会議議長へ災害を通報、以降アメリカ軍派遣含む災害救援要請など国家的な対応がとられた。現場では住民のほか、フィリピン軍やアメリカ軍、インドネシアなどのNGO救助隊、赤十字社などが捜索救助活動にあたり、2月24日に州知事が終了を宣言するまでに53人が救助された。
災害を受けて人的・物的支援や資金援助をした国・地域としてはアイルランド、アメリカ合衆国、インド、オーストラリア、カナダ、ギリシャ、シンガポール、大韓民国、中華人民共和国、中華民国、ドイツ、日本、ニュージーランド、パラオ、マレーシアなどがあり、ほかにも国際連合の諸機関（OCHA、UNDP、UNICEFなど）や石油輸出国機構（国際開発基金）、セーブ・ザ・チルドレン、救世軍などが支援した。
セントバーナードを構成する30バランガイのうち、ギンサウゴンを含む6バランガイに完全移住勧告が出され、5バランガイに部分移住勧告が出された。ギンサウゴンはその後、「聖域として再開発をしない」という州知事の考えもあって、別の場所で再建されることになった。被災者のためにMagbagacayバランガイやAtuyanバランガイなどに恒久住宅群が建設されており、特に前者はNew Guinsaugonという1バランガイとして組織されている。
2020年、2月17日を「ギンサウゴンの日 (Guinsaugon Day)」として南レイテ州の休日と定める法案が代議院に提出された。